# Jantje Verdure
Jantje Verdure is een novelle van de Vlaamse schrijver Stijn Streuvels uit 1903.

## Verhaal
Het boek vertelt over de oude bakker Jantje Verdure en zijn bazige vrouw Theresia (Treze) Duitschave. De kraaknette bakkersvrouw neemt hem mee in haar vete met concurrent Broekske, waar Jantje nochtans met plezier gewerkt had tot hij met Treze was getrouwd om de zaak van haar overleden vader voort te zetten. Hij is haar echtgenoot maar voelt zich haar knecht. Ze kleineert hem om zijn tafelmanieren, geeft hem instructies hoe hij moet bakken en verwijt hem de lamme arm van hun dochter Irmatje, die een straf zou zijn voor zijn opstandige 'tuimen'. Jantje is doorgaans onderdanig, maar in het bakken van 'muizekes' doet hij heimelijk zijn eigen wil, en als hij 'kwade tuimen' heeft wordt hij gevaarlijk. Hij gelooft Trezes bewering dat er een duivel in hem schuilt, al vraagt hij zich ook af of het Treze is die de duivel in hem heeft gestoken. Wanneer hij een uitstapje maakt met Irmatje, leert ze toevallig lelijke woorden en moet hij aanvaarden dat Treze haar wegstuurt op kostschool. De eenzame Jantje heeft alleen nog het bakkersbedrijf over, dat in bloemrijke taal wordt beschreven.
Wanneer door Trezes bemoeizuchtige aanwezigheid een oven witbrood mislukt, smijt Jantje de verbrande broden wild in het rond en gaat hij de volgende zondag naar een café buiten de hem opgelegde route. Daar ontmoet hij Fideel, een bakkersknecht bij Broekske die hij nog als leerjongen had gekend. Jantje is in de wolken met hun verboden vriendschap en begint elke zondag geld te stelen uit de offerandeschaal zodat hij Fideel kan trakteren. In zijn vreugde belooft hij hem al de hand van zijn dochter, maar na verloop van tijd blijft Fideel weg. Volgens de waardin heeft hij een meisje gevonden. Jantje is zwaar teleurgesteld en begint thuis meer zijn zin te doen. Het leidt tot een ruzie met Treze, die bijna sterft wanneer hij haar van de trap duwt. Ze herstelt en gebaart naar de dorpelingen toe van een ongeval, maar behoudt haar hatelijke houding. Uit de terugkeer van Irmatje kan de bakker ook geen voldoening putten, want ze is uitgegroeid tot iemand die akelig op haar moeder lijkt en ermee samenspant.
Jantje wordt verscheurd tussen schuldgevoel, de aandrang om Treze alsnog te vermoorden, en de wens om zichzelf van kant te maken. Dat laatste is onchristelijk en dus uitgesloten, maar het uit zich in een gedrag dat hij tegenover zijn geweten als zelftuchtiging kan verdedigen: hij begint buiten in de vrieskou te slapen en wordt op een dag in een soort coma gevonden. Hoewel hij buiten bewustzijn lijkt te zijn, hoort hij de goede dingen die over hem worden gezegd en de laatste sacramenten die de pastoor toedient. Compleet onverwacht ontwaakt hij na enkele maanden en gaat hij in zijn hemd naar beneden. Zijn vrouw blijkt gestorven en Fideel, die getrouwd is met Irmatje, zet het bakkersbedrijf voort. Wat ooit zijn dieptste wens was, blijkt alleen maar een nieuwe teleurstelling. Irmatje is het evenbeeld van Treze geworden en sart Fideel net zozeer. Jantje slijt zijn laatste jaren in voorbereiding op een godvruchtige dood. Hij bidt in de kerk voor zijn zielenheil en dat van zijn naasten, en zegent kinderen. In het dorp wordt hij een gewaardeerde en heilige figuur. Wanneer hij weer op zijn sterfbed ligt, volgt iedereen bezorgd zijn toestand. Het is dan ook met grote ontsteltenis dat de verzamelde dorpelingen vanop straat horen hoe hij vloekend, spuwend en God verwensend zijn laatste adem uitblaast. Hun vraag of hij in gewijde aarde zal worden begraven, blijft open.

## Analyse
Streuvels schreef dit boek in het eerste deel van zijn loopbaan. Jantje Verdure is een van zijn psychologisch meest uitgediepte personages. Het beschrevene is gebaseerd op eigen ervaring: Streuvels gebruikte de karakters, de fysiek en zelfs de namen van het bakkersgezin in Heule waar hij als zestienjarige enkele maanden in de leer was geweest. Dit leverde hem naar eigen zeggen problemen op: dochter Irma kreeg kennis van het boek en liet hem met een rechtszaak bedreigen, maar door een tussenkomst van de burgemeester van Heule kwam het zover niet.
Het boek is "een psychologische studie naar de innerlijke roerselen van een zachtaardig, gepijnigd man". In de analyse van Knuvelder:
In de behandeling van wat aanvankelijk een onnozel, onbetekenend, in de verborgenheid van zijn bakkerij levend manneke lijkt, gooit de verteller uiteindelijk diepten open van heftige menselijke bewogenheid: verzet, plotselinge wraaklust, moorddadigheid, onbetrouwbaarheid – hij steelt kerkegeld om met zijn vriend Fideel in een cafeetje te kunnen zitten –, grandioze zelfspot, angst en vrees (voor de eeuwigheid), bezetenheid, – enorme krachten die achter het onbeduidende in de schaduw van zijn geduchte vrouw verdwijnende bakkertje nauwelijks te vermoeden vielen.
De demonische verstandsverbijstering naar het einde toe wordt religieus geduid, minstens door de dorpelingen en ook wel door de verteller. Psychologisch wordt de donkere kant van de bakker naar buiten gebracht door het getreiter dat hij ondergaat. De vraag of hij nu goed of slecht was, blijft onbeantwoord. De complexiteit van de hoofdpersoon vindt geen weerklank in de vrouwelijke protagonisten, die nauwelijks positieve trekken hebben.
De structuur van Jantje Verdure is cyclisch. Het boek begint en eindigt met de aanblik van de bakkerijgevel en het dorpsplein (de Plaats van Heule). De verhouding tussen Jantje en Treze herhaalt zich tussen Fideel en Irmatje. Het is een omgekeerde wereld waarin de vrouw de broek draagt en de man zich door haar laat domineren. Deze tragische afwijking bevestigt in feite de patriarchale norm.

## Uitgaven
- "Jantje Verdure", in: Vlaanderen, 1903, nr. 10, p. 433-468; nr. 11, p. 481-500; nr. 12, p. 529-548 (voordruk in drie delen)
- "Jantje Verdure", in: Dorpsgeheimen. Eerste boek, Amsterdam, Veen, 1904, p. 82-216
- Jantje Verdure, ill. Hélène Van Coppenolle, Snoeck-Ducaju en Zoon, Gent, 1943 (eerste zelfstandige editie, met twaalf houtsneden)
- "Jantje Verdure", in: Volledig werk, vol. I, Brugge, Orion / Desclée de Brouwer, 1971, p. 1387-1476
- "Jantje Verdure", in: Tien van Streuvels, Leuven, Davidsfonds, 1973, p. 193-286

## Voetnoten
1. ↑  Maaike Meijer, Kwaadaardige wijven versus pantoffelheld: Streuvels' "Jantje Verdure", in: Over Jantje Verdure, ed. Marcel De Smedt, 2006, p. 135
2. ↑  G.P.M. Knuvelder, Handboek tot de geschiedenis der Nederlandse letterkunde, vol. IV, 1976, p. 331. Gearchiveerd op 4 juni 2023.
3. ↑  Maaike Meijer, Kwaadaardige wijven versus pantoffelheld: Streuvels' "Jantje Verdure", in: Over Jantje Verdure, ed. Marcel De Smedt, 2006, p. 139-141